# Theodor Loos
Theodor Loos, nato August Konrad Loos (Zwingenberg, 18 maggio 1883 – Stoccarda, 27 giugno 1954), è stato un attore tedesco.

## Biografia
Figlio di un orologiaio e costruttore di strumenti musicali, Theodor Loos - lasciato il liceo - lavorò per tre anni in una ditta di import-export di strumenti musicali di Lipsia e poi per lo zio (un mercante d'arte berlinese), prima di optare per la carriera di attore. Il teatro lo portò a calcare le scene di Lipsia, Danzica e Francoforte sul Meno prima di arrivare a Berlino dove avrebbe recitato dal 1912 al 1945. Nel 1913, esordì anche come attore cinematografico debuttando in Das goldene Bett. Al cinema avrebbe interpretato fino alla fine degli anni cinquanta quasi duecento film, mentre continuava la sua carriera teatrale che lo portò a recitare oltre quattrocento volte il Peer Gynt . 
Fu nominato responsabile o consigliere di diverse istituzioni corporative artistiche, tra le quali la Goebbels-Stiftung per operatori culturali e la Reichsfilmkammer. Nell'agosto 1944, quando il Reich - per sostenere nelle ultime fasi della guerra l'urto degli eserciti che avrebbero ben presto spezzato la resistenza tedesca - mandava in prima linea tutti gli uomini disponibili, anche quelli giovanissimi, Goebbels inserì invece l'attore (che aveva 61 anni) nelle sue speciali liste, dichiarandolo indispensabile al lavoro nel cinema di propaganda. Gli evitò, in questo modo, l'invio al fronte. I due figli di Loos, arruolati nell'esercito, morirono ambedue al fronte.
Nel dopoguerra, Loos riprese a recitare per il teatro ed entrò nella compagnia dello Staatstheater di Stoccarda. Lavorò anche come speaker radiofonico.
Morì a Stoccarda il 27 giugno 1954 a 71 anni.

## Premi e riconoscimenti
- Nel 1933, venne insignito del titolo di Staatsschauspieler (attore di stato)
- Nel 1954, gli venne assegnata la Gran Croce al Merito della Repubblica Federale di Germania
- Nel 1966, gli è stata intitolata una via nel quartiere berlinese di Neukölln

## Filmografia

### Attore
- Das goldene Bett, regia di Walter Schmidthässler (1913)
- Die Eisbraut, regia di Stellan Rye (1913)
- Im Schützengraben, regia di Walter Schmidthässler (1914)
- Das Hochstapler-Trio, regia di Waldemar Hecker (1914)
- Das Haus ohne Tür, regia di Stellan Rye (1914)
- Arme Eva, regia di Robert Wiene (1914)
- Maria Niemand und ihre zwölf Väter, regia di Hubert Moest (1915)
- Doch die Liebe fand einen Weg, regia di Hubert Moest (1915)
- Der geheimnisvolle Wanderer, regia di William Wauer (1915)
- Die Richterin von Solvigsholm, regia di Emil Justitz (1916)
- Das Haus der Leidenschaften, regia di Robert Reinert (1916)
- Abseits vom Glück, regia di Rudolf Biebrach (1916)
- Homunculus, 1. Teil
- Homunculus, 2. Teil - Das geheimnisvolle Buch
- Homunculus, 3. Teil - Die Liebestragödie des Homunculus
- Homunculus, 4. Teil - Die Rache des Homunculus
- Homunculus, 5. Teil - Die Vernichtung der Menschheit
- Friedrich Werders Sendung, regia di Otto Rippert (1916)
- Frau Eva, regia di Artur Berger e Robert Wiene (1916)
- Die grüne Phiole, regia di Walter Schmidthässler (1916)
- Die Andere, regia di Paul von Woringen (1916)
- Das Gewissen des Andern, regia di Emmerich Hanus (1917)
- Christa Hartungen, regia di Rudolf Biebrach (1917)
- Die schwarze Loo, regia di Max Mack e Louis Neher (1917)
- Der geigende Tod, regia di Georg Alexander (1917)
- Das Licht in der Nacht, regia di Emil Albes (1917)
- Das Buch des Lasters, regia di Otto Rippert (1917)
- ...und führe uns nicht in Versuchung, regia di Richard Eichberg (1917)
- Es werde Licht! 2. Teil
- Edelsteine - Phantastisches Drama in 4 Akten
- Es werde Licht! 3. Teil
- Robin Morris
- Stiefkinder des Glücks
- Nach dem Gesetz
- Treu der Jugend
- Die Toten kehren wieder - Enoch Arden
- Nachtgestalten, regia di Richard Oswald (1920)
- Die Nacht der Prüfung
- Der Reigen - Ein Werdegang
- Der Menschheit Anwalt
- Kurfürstendamm, regia di Richard Oswald (1920)
- Weltbrand
- Steuermann Holk, regia di Rochus Gliese e Ludwig Wolff (1920)
- Sehnende Liebe
- Im Banne der Suggestion
- Die Spielerin (1920)
- Die Geheimnisse von New York
- Das Wüstengrab
- Dämmernde Nächte
- Die Geschwister Barelli
- Das Haus in der Dragonerstrasse
- Christian Wahnschaffe, 2. Teil - Die Flucht aus dem goldenen Kerker
- Der zeugende Tod
- Voto o La favorita dello sceicco (Das Gelübde), regia di Rudolf Biebrach (1921)
- Betrogene Betrüger
- Die kleine Dagmar
- Der Schatz der Azteken (1921)
- Lady Hamilton, regia di Richard Oswald (1921)
- Die Schuldige
- Der rätselhafte Tod
- Othello, regia di Dimitri Buchowetzki (1922)
- Schuld und Sühne, regia di Rudolf Biebrach (1922)
- Paradiso di Nennella (Hanneles Himmelfahrt), regia di Urban Gad (1922)
- Giovinezza, regia di Fred Sauer (1922)
- Macht der Versuchung
- Es leuchtet meine Liebe
- Der Kampf ums Ich
- Das blinde Glück
- Friedrich Schiller - Eine Dichterjugend
- Das Laster des Spiels
- Das Kabinett des Dr. Segato
- I nibelunghi (Die Nibelungen), regia di Fritz Lang (1924)
- Die Nibelungen: Kriemhilds Rache, regia di Fritz Lang
- Soll und Haben, regia di Carl Wilhelm (1924)
- Claire
- Aufstieg der kleinen Lilian
- Was Steine erzählen
- Wunder der Schöpfung
- Götz von Berlichingen zubenannt mit der eisernen Hand, regia di Hubert Moest (1925)
- Manon Lescaut
- Frauen der Leidenschaft
- Zopf und Schwert - Eine tolle Prinzessin
- Der Veilchenfresser, regia di Frederic Zelnik (1926)
- Das Lebenslied
- Metropolis, regia di Fritz Lang (1927)
- Liebeshandel
- Die Hochstaplerin, regia di Martin Berger (1927)
- Prinz Louis Ferdinand, regia di Hans Behrendt (1927)
- Der Herr der Nacht
- Die Weber
- Königin Luise, 1. Teil - Die Jugend der Königin Luise
- Bigamie, regia di Jaap Speyer (1927)
- Petronella - Das Geheimnis der Berge
- Königin Luise, 2. Teil
- Luther, regia di Hans Kyser (1928)
- L'inafferrabile (Spione), regia di Fritz Lang (1928)
- Processo sensazionale (Sensations-Prozess), regia di Friedrich Fehér (1928)
- Die Sache mit Schorrsiegel, regia di Jaap Speyer (1928)
- Notschrei hinter Gittern
- Heimkehr, regia di Joe May (1928)
- Anastasia, die falsche Zarentochter
- Nel turbine imperiale (Diane - Die Geschichte einer Pariserin), regia di Erich Waschneck (1929)
- Die Nacht des Schreckens
- § 173 St.G.B. Blutschande
- Atlantik
- Sant'Elena
- Vertauschte Gesichter
- Ludwig der Zweite, König von Bayern, regia di Wilhelm Dieterle (1930)
- Die große Sehnsucht
- Boykott
- Alle soglie dell'impero (Das Flötenkonzert von Sans-souci), regia di Gustav Ucicky (1930)
- Zwei Menschen, regia di Erich Waschneck (1930)
- 1914, die letzten Tage vor dem Weltbrand
- Ariane
- Der Fall des Generalstabs-Oberst Redl
- Ich geh' aus und Du bleibst da
- M - Il mostro di Düsseldorf (M - Eine Stadt sucht einen Mörder), regia di Fritz Lang (1931)
- Spionaggio eroico
- Die andere Seite, regia di Heinz Paul (1931)
- Il generale York
- Holzapfel weiß alles
- Sotto falsa bandiera (Unter falscher Flagge), regia di Johannes Meyer (1932)
- Rasputin, Dämon der Frauen, regia di Adolf Trotz (1932)
- Goethe-Gedenkfilm - 1. Der Werdegang
- Schuß im Morgengrauen
- Gli undici ufficiali di Schill
- Otto ragazze in barca
- Grün ist die Heide, regia di Hans Behrendt (1932)
- La morte sopra Shanghai
- Il prigioniero di Magdeburg (Trenck - Der Roman einer großen Liebe), regia di Ernst Neubach e Heinz Paul (1932)
- Marschall Vorwärts
- Geheimnis des blauen Zimmers
- An heiligen Wassern
- Die unsichtbare Front
- Was wissen denn Männer
- Die blonde Christl
- Spione am Werk
- Gipfelstürmer
- Il testamento del dottor Mabuse (Das Testament des Dr. Mabuse), regia di Fritz Lang (1933)
- Wege zur guten Ehe
- Un certo signor Grant (Ein gewisser Herr Gran), regia di Gerhard Lamprecht (1933)
- Der Judas von Tirol, regia di Franz Osten (1933)
- Höllentempo
- Wilhelm Tell, regia di Heinz Paul (1934)
- Perché ha ucciso?  (Elisabeth und der Narr), regia di Thea von Harbou (1934)
- Die Freundin eines großen Mannes
- Ein Mädchen mit Prokura
- Hanneles Himmelfahrt, regia di Thea von Harbou (1934)
- Die spork'schen Jäger
- I due re (Der alte und der junge König), regia di Hans Steinhoff (1935)
- Giovanna d'Arco
- Ännchen von Tharau
- Stradivari, regia di Géza von Bolváry (1935)
- Der grüne Domino
- Viktoria, regia di Carl Hoffmann (1935)
- Lo studente di Praga (Der Student von Prag), regia di Arthur Robison (1935)
- Donne e carnefici (Henker, Frauen und Soldaten), regia di Johannes Meyer (1935)
- Le spie di Napoleone
- La ragazza di Moorhof
- Anekdoten um den alten Fritz, regia di Phil Jutzi (1935)
- Der Abenteurer von Paris
- La nona sinfonia (Schlußakkord), regia di Detlef Sierck (Douglas Sirk) (1936)
- Die Stunde der Versuchung
- Artigli nell'ombra (Verräter), regia di Karl Ritter (1936)
- La resa del Sebastopoli
- Ingratitudine, regia di Veit Harlan (1937)
- Die gläserne Kugel
- Das Geheimnis um Betty Bonn
- Monika
- Der Maulkorb, regia di Erich Engel (1938)
- Kameraden auf See
- Geheimzeichen LB 17
- Schatten über St. Pauli
- Il romanzo di un medico
- Parkstrasse 13
- La vita del dottor Koch (Robert Koch, der Bekämpfer des Todes), regia di Hans Steinhoff (1939)
- Elbefahrt
- Süss l'ebreo (Jud Süß), regia di Veit Harlan (1940)
- Il guanto verde  (Falschmünzer), regia di Hermann Pfeiffer (1940)
- Kora Terry
- La pista del delitto
- Heimaterde, regia di Hans Deppe (1941)
- L'affare Styx
- Crepuscolo di gloria (Rembrandt), regia di Hans Steinhoff (1942)
- Andreas Schlüter, regia di Herbert Maisch (1942)
- Die Entlassung, regia di Wolfgang Liebeneiner (1942)
- La tragedia del Titanic (Titanic), regia di Herbert Selpin e Werner Klingler (1941)
- Reise in die Vergangenheit
- Gabriele Dambrone
- Philharmoniker
- Shiva und die Galgenblume
- Der Fall Molander
- Geld ins Haus
- Mordprozeß Dr. Jordan
- Sterne über Colombo
- La prigioniera del maharajah
- Rosen aus dem Süden, regia di Franz Antel (1954)
- Die blonde Frau des Maharadscha

### Regista
- Die spork'schen Jäger

### Film o documentari dove appare Theodor Loos
- Rund um die Liebe, regia di Oskar Kalbus - filmati di repertorio (1929)
- Ikarus
- Von Königsberg bis Berchtesgaden
- Aus der Heimat des Freischütz
- Salzburg, die Festspielstadt
- Prima: Dopo, Metropolis - Esempio di restauro di pellicola
- Il caso Metropolis
- Die Reise nach Metropolis
- Metrópolis (Montaje de 1984) della serie tv Edición Especial Coleccionista

## Doppiatori italiani
- Emilio Cigoli in M - Il mostro di Düsseldorf (doppiaggio tardivo)